# Einhausen (Turíngia)
Einhausen é um município da Alemanha localizado no distrito de Schmalkalden-Meiningen, estado da Turíngia.
Pertence ao Verwaltungsgemeinschaft de Salzbrücke.